# ヴィタリ・ルクス
ヴィタリ・ルクス(ロシア語: Виталий Люкс，1989年2月27日 - )は、ソビエト連邦(現・キルギス)・カラバルタ出身のサッカー選手。ポジションはFW。元キルギス代表。ヴィタリー・ルクス、ビタリ・ルクスとも表記される。

## 経歴

### クラブ
旧ソビエト連邦のカラバルタで生まれたが、ドイツのウルムに6歳の頃に移り、そこで育った。
FCアウクスブルクII戦でSpVggウンターハヒンク移籍後、初ゴールを上げる。

### 代表
2015年5月に2018 FIFAワールドカップ・アジア2次予選を戦うA代表に初召集され、6月11日のバングラデシュ代表戦で初出場・フル出場を果たした。
2019年1月に開催された、AFCアジアカップ2019のグループリーグ最終戦のフィリピン戦でハットトリックを記録し、チームのAFCアジアカップ初出場で初の決勝トーナメント進出に導いた。